# Torneig de les Cinc Nacions 1968
El Torneig de les Cinc Nacions de 1968 fou la 39a edició en el format de cinc nacions i la 74a tenint en compte les edicions del Home Nations Championship. Deu partits es van jugar entre el 13 de gener i el 23 de març. França dominiria el torneig i guanyaria el Grand Slam. El XV de la Rosa s'enduria la Calcuta Cup.

## Classificació
| Posició | Nació      | Partits | Partits  | Partits  | Partits | Punts   | Punts     | Punts      | Taula de punts |
| Posició | Nació      | Jugats  | Guanyats | Empatats | Perduts | A Favor | En contra | Diferència | Taula de punts |
| ------- | ---------- | ------- | -------- | -------- | ------- | ------- | --------- | ---------- | -------------- |
| 1       | França     | 4       | 4        | 0        | 0       | 52      | 30        | +22        | 8              |
| 2       | Irlanda    | 4       | 2        | 1        | 1       | 38      | 37        | +1         | 5              |
| 3       | Anglaterra | 4       | 1        | 2        | 1       | 37      | 40        | −3         | 4              |
| 4       | Gal·les    | 4       | 1        | 1        | 2       | 31      | 34        | −3         | 3              |
| 5       | Escòcia    | 4       | 0        | 0        | 4       | 18      | 35        | −17        | 0              |

## Resultats
| Escòcia | 6–8 | França | 13 de gener de 1968 - Murrayfield, Edimburg Assistència: 45.000 espectadors Àrbitre: K Kelleher (Irlanda) |
|         |     |        | 13 de gener de 1968 - Murrayfield, Edimburg Assistència: 45.000 espectadors Àrbitre: K Kelleher (Irlanda) |

| Anglaterra | 11–11 | Gal·les | 20 de gener de 1968 - Twickenham, Londres Assistència: 70.000 espectadors Àrbitre: D d'Arcy (Irlanda) |
|            |       |         | 20 de gener de 1968 - Twickenham, Londres Assistència: 70.000 espectadors Àrbitre: D d'Arcy (Irlanda) |

| França | 16–6 | Irlanda | 27 de gener de 1968 - Stade Olympique Yves-du-Manoir, Colombes Assistència: 28.148 espectadors Àrbitre: G Lamb (Anglaterra) |
|        |      |         | 27 de gener de 1968 - Stade Olympique Yves-du-Manoir, Colombes Assistència: 28.148 espectadors Àrbitre: G Lamb (Anglaterra) |

| Gal·les | 5–0 | Escòcia | 3 de febrer de 1968 - National Stadium, Cardiff Àrbitre: G Lamb (Anglaterra) |
|         |     |         | 3 de febrer de 1968 - National Stadium, Cardiff Àrbitre: G Lamb (Anglaterra) |

| Anglaterra | 9–9 | Irlanda | 10 de febrer de 1968 - Twickenham, Londres Assistència: 70.000 espectadors Àrbitre: M Joseph (Gal·les) |
|            |     |         | 10 de febrer de 1968 - Twickenham, Londres Assistència: 70.000 espectadors Àrbitre: M Joseph (Gal·les) |

| França | 14–9 | Anglaterra | 24 de febrer de 1968 - Stade Olympique Yves-du-Manoir, Colombes Assistència: 22.456 espectadors Àrbitre: H Laidlaw (Escòcia) |
|        |      |            | 24 de febrer de 1968 - Stade Olympique Yves-du-Manoir, Colombes Assistència: 22.456 espectadors Àrbitre: H Laidlaw (Escòcia) |

| Irlanda | 14–6 | Escòcia | 24 de febrer de 1968 - Lansdowne Road, Dublín Àrbitre: M Joseph (Gal·les) |
|         |      |         | 24 de febrer de 1968 - Lansdowne Road, Dublín Àrbitre: M Joseph (Gal·les) |

| Irlanda | 9–6 | Gal·les | 9 de març de 1968 - Lansdowne Road, Dublín Àrbitre: M Titcomb (Anglaterra) |
|         |     |         | 9 de març de 1968 - Lansdowne Road, Dublín Àrbitre: M Titcomb (Anglaterra) |

| Escòcia | 6–8 | Anglaterra | 9 de març de 1968 - Murrayfield, Edimburg Àrbitre: D d'Arcy (Irlanda) |
|         |     |            | 9 de març de 1968 - Murrayfield, Edimburg Àrbitre: D d'Arcy (Irlanda) |

| Gal·les | 9–14 | França | 1968-03-23 - National Stadium, Cardiff Assistència: 55.000 espectadors Àrbitre: H Laidlaw (Escòcia) |
|         |      |        | 1968-03-23 - National Stadium, Cardiff Assistència: 55.000 espectadors Àrbitre: H Laidlaw (Escòcia) |